# Aku Pema
Aku Pema (tibétain : ཨ་གུ་པད་མ་, Wylie : a gu pad ma ; tibétain de l'Amdo : akʰɯ panma) est une chanson tibétaine écrite vers le début des années 2000 par le chanteur tibétain Palgon. Les paroles de ce chant évoquent l’absence d’une personne surnommée Oncle (Aku) Lotus (Péma). Quand les Tibétains entendaient cette chanson, ils reconnaissaient en Oncle Lotus le 14e  Dalai Lama, dont l'absence du Tibet les rend si triste. Oncle Lotus est  le nom du dalaï lama en Amdo. La chanson était très populaire à Lhassa avant d'être interdite temporairement au Tibet et d'être reprise par les Tibétains en exil.
Ce chant a remporté le prix des meilleurs paroles en 2003, lors des Tibetan Music Awards.
Techung, Tsering Wangmo, Tshering Wangdu, Tenzin Gönpo, et Kelsang Chukie Tethong sont quelques-uns des artistes tibétains en exil ayant interprété cette chanson.

## Paroles
Oncle Lotus

Par Palgon (original en tibétain)
Hé, oncle Lotus !

L'aigle sauvage possède un collier de neige

Quand il s'envole, il est un ornement pour le ciel.

Quand il descend, il est un ornement pour les montagnes rocheuses,

Mais quand tu n'es pas là, tous les rochers sont vides.

Hé oncle Lotus !

Le jars possède un collier d'or,

Quand il y va, il est un bonheur pour le lac

Quand il se rapproche, il est un ornement pour le lac

Mais quand tu n'es pas là, la rive est vide.

Hé oncle Lotus !

Le jeune homme possède une voix de stentor

Quand il s'en va, il est un ornement pour ceux de son âge

Quand il revient, il est un bonheur pour les siens,

Mais quand tu n'es pas là, mon esprit est vide.